# 航空自衛隊

国籍マーク
帽章

航空自衛隊（こうくうじえいたい、英: Japan Air Self-Defense Force）は、日本の実力組織である自衛隊のうちの航空宇宙部門。行政機関としては防衛省の特別の機関のひとつである。略称は空自（くうじ）、JASDF。他国における空軍に相当する組織であり、国際法上は軍隊として取り扱われる。
大気圏内での防空や偵察、空輸及びスペースデブリなど宇宙空間の監視を任務とする。
第二次世界大戦における日本の降伏で、陸軍と海軍の航空戦力を喪失・放棄した後、1954年（昭和29年）7月1日に発足した。その後の現在に至るまでの歩みは「航空自衛隊の歴史」を、運用する航空機やその搭載兵器、レーダーサイト等は「航空自衛隊の装備品一覧」「航空自衛隊の個人装備」を、活動拠点は「航空自衛隊の基地一覧」を、それぞれ参照。
2027年度までに「航空宇宙自衛隊」に改称予定。

## 概要
航空自衛隊は、自衛隊のうち、航空幕僚監部ならびに統合幕僚長および航空幕僚長（空幕長）の監督を受ける部隊および機関からなる。主として空において行動し、主権国家たる日本の平和と独立を守り、直接侵略及び間接侵略の脅威から日本を防衛することを任務とする。その最上級者は最上級機関である航空幕僚監部を統括する航空幕僚長である。
世界有数の装備を保有し、在日米軍など協力関係にある諸外国軍とも合同演習などで交流がある。2023年（令和5年）3月31日時点現在の主要装備は戦闘機がF-35A 33機、F-15J 200機（F-15運用国ではアメリカ空軍に次いで第2位の保有数である）、F-2 91機、合計324機、7基地で12飛行隊を有している。偵察機がRQ-4 2機。早期警戒機がE-2 13機、E-767 4機、合計17機。空中給油機がKC-767 4機、KC-46A 2機、KC-130H 3機、合計9機。輸送機がC-1 6機、C-2 16機、C-130 13機、合計35機。ヘリコプターがCH-47J 15機、UH-60J 37機、合計52機余を保有している。その他、電子戦機としてEC-1（電子戦訓練機）1機、YS-11EB（電子情報収集機）4機、YS-11EA（電子戦訓練機）2機、合計7機余を保有する。
領空とその外側にも広がる防空識別圏の警戒監視や防空・航空脅威の排除に重点が置かれた装備体系であるため、航空機や弾道ミサイルなどに対する迎撃能力は高いレベルにある。しかしゲリラコマンドによる攻撃や弾道ミサイルに対する基地の抗堪性の低さも問題視されている。基地の数は約73。6基地に120基のペトリオット地対空ミサイルを配備している。
予算は1兆8613億円、人員は定員4万6994人（現員4万3694人 充足率93.0 %）である。
在日米軍の再編に伴い、航空総隊司令部および作戦情報隊、防空指揮群は2012年（平成24年）3月21日付をもって東京都府中市の府中基地から、同じ多摩地域にある横田飛行場への移転を完了した。
2017年（平成29年）8月には航空自衛隊内部にスペースデブリや衛星攻撃兵器の監視など宇宙空間における任務を担当する宇宙部隊を創設すると発表した（詳細は宇宙作戦隊を参照）。2020年（令和2年）1月には政府が航空自衛隊を「航空宇宙自衛隊」に改称を検討し、2023年度までの改称を目指して自衛隊法などの法改正の調整を行うと報じられた。2022年（令和4年）12月には国家安全保障戦略、国家防衛戦略、防衛力整備計画の「安全保障3文書」に改称について明記されたことで「政府が『航空宇宙自衛隊』へ名称変更する方針を固めた」と報道されたが、現場の隊員からは「戸惑い」もみられ、航空幕僚長も「最初は違和感があるかもしれない」と述べている。改称の時期については、当初予定していた2023年度からずれ込み、「2027年度まで」と報じられている。 
キャッチフレーズは “Key to Defense, Ready Anytime”。

## 名称
日本語名称は航空自衛隊。略称は空自（くうじ）。
英語名称はJapan Air Self-Defense Force。略称はJASDF。
諸外国からは、Japanese Air Force（日本空軍の意）に相当する語で表現されることがある。

## 歴史

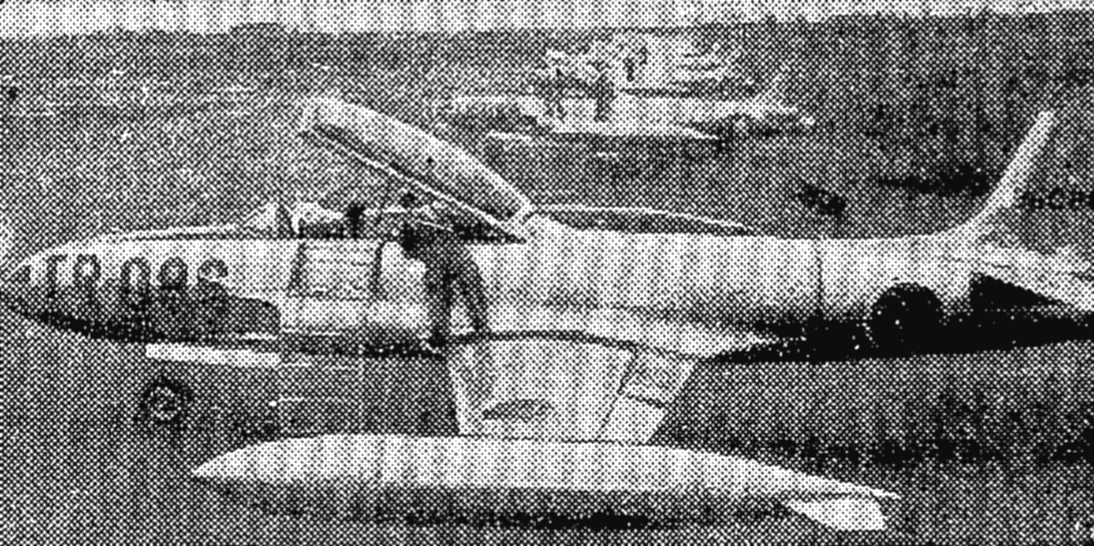
黎明期の航空自衛隊ジェット機

航空自衛隊は第二次世界大戦後、日本の軍備が再建される中で、陸上自衛隊・海上自衛隊のように前身組織（保安隊・警備隊）を持たず、アメリカ軍の協力によって新設されている。空自という名称には後年統合的な意味があるが、その萌芽は海上警備隊段階でも浮上していた。とりわけ、陸・海・空の防衛体系構築を見据えた議論が進行していたことが史料から分かる。
空自の設立は旧陸軍飛行戦隊関係者（三好康之、原田貞憲、谷川一男、秋山紋次郎、田中耕二、浦茂など）の新空軍研究から始まった。独立国となる以上軍備が必要であり、軍備の中には独立空軍を入れなければならないというものであった。戦中と異なり既に航空戦力はジェット機の時代であり、それにはアメリカ空軍（旧アメリカ陸軍航空軍）の多大な協力が必要であったが、三好が連絡を取り協力を得ている。なお当初、旧大日本帝国海軍航空隊関係者は新海軍再建に傾倒していたが、後に旧陸軍航空部隊関係者と合流し1952年7月末から合同研究が始まっている（海軍にも新海軍再建における海空一体化論に基づく研究成果を持っていた）。
防衛庁発足に伴い、旧内務省出身で保安庁官房長だった上村健太郎が防衛庁次長を断って初代航空幕僚長に着任した。主要ポストには旧陸海軍の長老の売り込みや庁内推薦など交錯し、海軍は戦前の艦隊派と条約派の対立を引きずっていたが、主要ポストは陸海同数に決まった。
発展過程で影響力を及ぼした者として、空自の育ての親と言われる源田実元海軍大佐（第3代航空幕僚長）の存在があり、自ら航空機に乗って指導し、また、曲技飛行隊ブルーインパルスの創設も行っている。その他、牟田弘國元陸軍中佐（第6代空幕長・第4代統幕議長）、大室孟元陸軍少佐（第7代空幕長）、石川貫之元陸軍少佐（第10代空幕長）、竹田五郎元陸軍大尉（第14代空幕長・第12代統幕議長）、山田良市元海軍大尉（第15代空幕長）など陸海軍から多くの実力者が発展に貢献した。なお、航空幕僚長就任者を旧軍の出身別に分けると、陸軍11名・海軍5名と陸軍出身者が過半数を占め、かつ、空自出身者初の統合幕僚会議議長（第4代）は牟田弘國元陸軍中佐（第6代空幕長）であり、また、第16代統合幕僚会議議長森繁弘（第17代航空幕僚長）は、自衛隊最後の旧軍出身者（士官候補生たる陸軍兵長、陸士60期修業）であった。
空自は小隊、班といったショップの独立性（組織の性格上、個人の能力・判断・権限といったものが大きい）が強く、現場指揮官のカリスマ性で末端の隊員を牽引する部分が大きい。また、組織内の全体的な統一よりも、各基地、各小隊ごとが独自の基準をもって勤務することが多い。文化的には階級章や礼式・号令、徒手体操などは陸自を範としているため似通った点も数多くある。
戦後日本は、自衛隊と、日米安全保障条約などに基づき駐留する在日米軍によって軍事力で侵略を抑止する一方で、日本国憲法の前文および第九条の規定と平和主義的な政治風潮・世論の制約から、専守防衛を掲げた。
航空自衛隊は、対地・対艦攻撃が可能な支援戦闘機を含む戦闘機、ペトリオット地対空ミサイルなど世界的に見ても最先端兵器を装備することから、陸海空各自衛隊のなかで最も政治的制限を加えられてきた経緯がある。戦闘機からは精密爆撃のための装備、空中給油装置をあえて取り外していた時期もあった。しかし、米空軍との連携能力の整備に関しては発足以来着々と進められており、日米間での共同作戦を可能とする暗号装置、秘話装置、戦術データ・リンク、敵味方識別装置などの配備、隊員間の語学教育は年々充実の度合いを深めている。また、より緊密に戦術的連携を深めるため、近年では米領グァム島においての日米共同演習「コープノース」が毎年1回実施されている。

## 任務

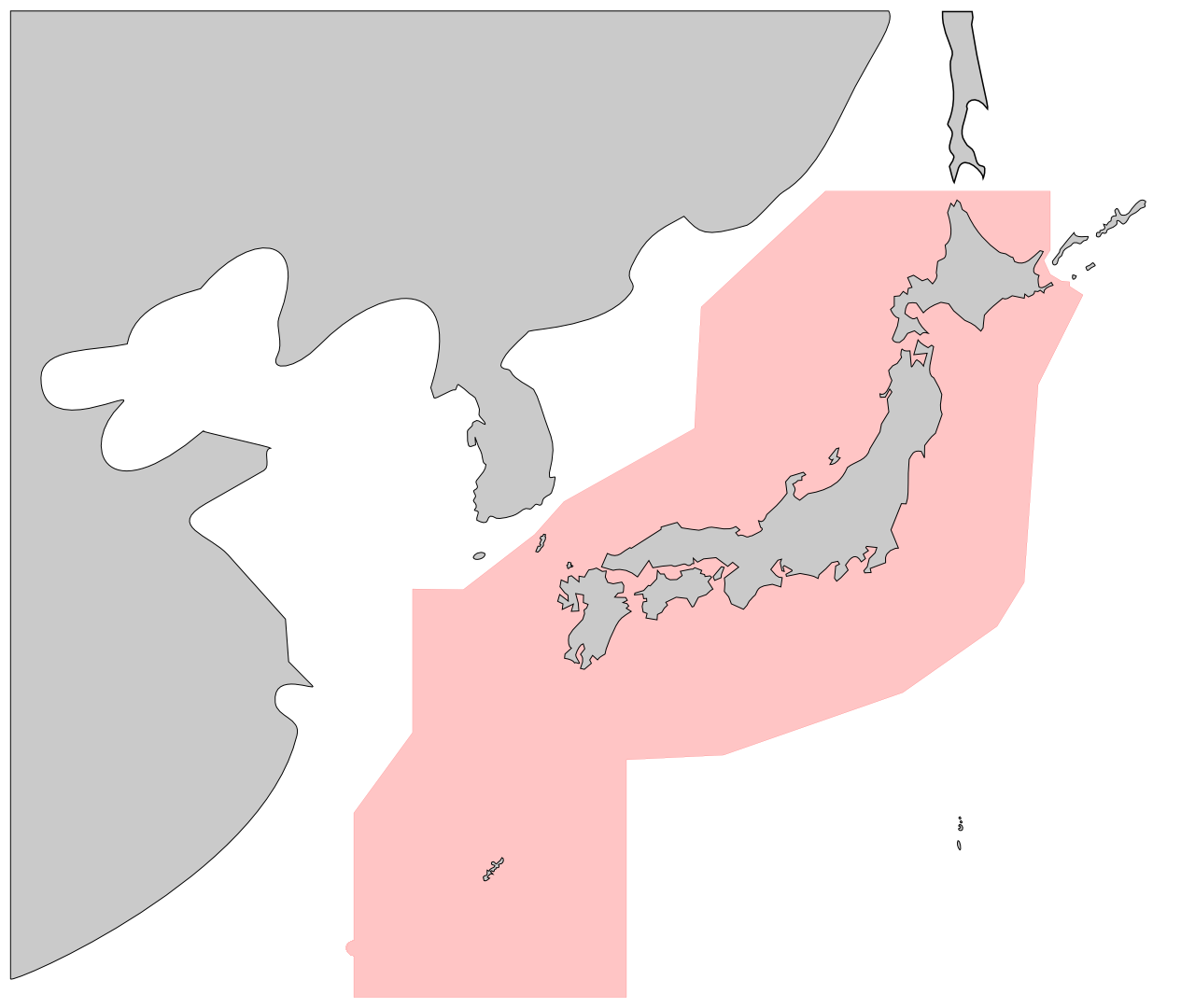
日本の防空識別圏

平時においては日本へ領空侵犯する、もしくは可能性のある経空脅威の排除が使命である。このため領空の外側に防空識別圏（ADIZ）を設定し、日本各所に28ヶ所のレーダーサイトを設置して、状況に応じて早期警戒機、早期警戒管制機による警戒態勢を敷いている。防空識別圏に侵入する国籍不明機に対しては、まず緊急周波数である121.5MHz及び243MHzで航空無線機により無線警告を発し、さらに戦闘機によるスクランブル発進を実施する。スクランブル発進については、2006年4月7日のロシア軍機に対する百里基地のF-15J発進によって創設以来2万回を記録した。スクランブル発進で確認した目標は、統合幕僚監部が毎日公表している 。
有事においては、陸上自衛隊や海上自衛隊への支援として、対艦攻撃、対地攻撃、航空輸送を実施する。専守防衛の理念から、要撃（防空）戦闘に特化した傾向にある。F-15Jや早期警戒管制機、パトリオットミサイル（防衛省・自衛隊では原音に近い「ペトリオット」表記を使用）などを備えている。
また、航空機の稼働率や搭乗員の練度（年間200時間以上と言われている）も高いとされる。日米安全保障条約に基づき米空軍と強固な協力関係にあり、米空軍と共同使用の横田基地には航空自衛隊航空総隊司令部が、在日米軍司令部や米第5空軍司令部、日米共同統合作戦調整センターなどとともに設置され、三沢基地も共同で使用しているほか、日米合同演習を毎年行っている。

### スクランブル
スクランブル発進回数の推移を下表に示す。2010年度以降、中国人民解放軍など中国機に対する緊急発進が急増している。ロシアは軍用機による日本周回飛行を度々実施しており、2008年には、中国機31機とロシア機193機に対するスクランブルがあったが、2018年には中国機638機、ロシア機343機と、スクランブル回数は増加した。
| 年度                    | 緊急発進 件数総計 | 国別内訳 | 国別内訳 | 国別内訳 | 国別内訳 | 国別内訳 | 出典   |
| 年度                    | 緊急発進 件数総計 | ロシア   | 中国     | 北朝鮮   | 台湾     | その他   | 出典   |
| ----------------------- | ----------------- | -------- | -------- | -------- | -------- | -------- | ------ |
| 2008年度 （平成20年度） | 237回             | 193回    | 31回     | 0回      | 7回      | 6回      | [ 27 ] |
| 2009年度 （平成21年度） | 299回             | 197回    | 38回     | 8回      | 25回     | 31回     | [ 28 ] |
| 2010年度 （平成22年度） | 386回             | 264回    | 96回     | 0回      | 7回      | 19回     | [ 29 ] |
| 2011年度 （平成23年度） | 425回             | 247回    | 156回    | 0回      | 5回      | 17回     | [ 30 ] |
| 2012年度 （平成24年度） | 567回             | 248回    | 306回    | 0回      | 1回      | 12回     | [ 31 ] |
| 2013年度 （平成25年度） | 810回             | 359回    | 415回    | 9回      | 1回      | 26回     | [ 32 ] |
| 2014年度 （平成26年度） | 943回             | 473回    | 464回    | 0回      | 1回      | 5回      | [ 33 ] |
| 2015年度 （平成27年度） | 873回             | 288回    | 571回    | 0回      | 2回      | 12回     | [ 34 ] |
| 2016年度 （平成28年度） | 1,168回           | 301回    | 851回    | 0回      | 8回      | 8回      | [ 35 ] |
| 2017年度 （平成29年度） | 904回             | 390回    | 500回    | 0回      | 3回      | 11回     | [ 36 ] |
| 2018年度 （平成30年度） | 999回             | 343回    | 638回    | 0回      | 0回      | 18回     | [ 37 ] |
| 2019年度 （令和元年度） | 947回             | 268回    | 675回    | 0回      | 0回      | 4回      | [ 38 ] |
| 2020年度 （令和2年度）  | 725回             | 258回    | 458回    | 0回      | 0回      | 9回      | [ 39 ] |
| 2021年度 （令和3年度）  | 1,004回           | 266回    | 722回    | 3回      | 0回      | 13回     | [ 40 ] |
| 2022年度 （令和4年度）  | 778回             | 150回    | 575回    | 0回      | 0回      | 53回     | [ 41 ] |
| 2023年度 （令和5年度）  | 669回             | 174回    | 479回    | 1回      | 2回      | 13回     | [ 42 ] |

## 装備
機種並びに種別記号は『ミリタリーバランス』各号に依るため、公称類別と異なることに留意。
表中の「○」は配備情報のみで数量記載なし、「ε」は概数、「+」は記載数以上の保有を意味する。

### 固定翼機
| 機種       | 機種      | 機種          | 1961 | 1970 | 1980 | 1990 | 2000 | 2005 | 2010 | 2015 | 2020 | 2021 | 2022 | 2023 | 2024 | 2025 |
| 戦闘機     | FTR       | 計            | -    | -    | 150  | 135  | 170  | 150+ | 160  | 201  | 201  | 201  | 201  | 200  | 200  | 200  |
| ---------- | --------- | ------------- | ---- | ---- | ---- | ---- | ---- | ---- | ---- | ---- | ---- | ---- | ---- | ---- | ---- | ---- |
| 戦闘機     | FTR       | F-104DJ       | ○    | ○    | 150  | -    | -    | -    | -    | -    | -    | -    | -    | -    | -    | -    |
| 戦闘機     | FTR       | F-15DJ        | -    | -    | -    | 135  | 170  | 150+ | 160  | 201  | 45   | 45   | 45   | 44   | 44   | 44   |
| 戦闘機     | FTR       | F-15J         | -    | -    | -    | 135  | 170  | 150+ | 160  | 201  | 156  | 156  | 156  | 156  | 156  | 156  |
| 戦闘機     | FGA       | 計            | -    | -    | 192  | 150  | 110  | 150  | 90   | 152  | 137  | 134  | 116  | 122  | 128  | 130  |
| 戦闘機     | FGA       | F-86F         | ○    | ○    | 18   | -    | -    | -    | -    | -    | -    | -    | -    | -    | -    | -    |
| 戦闘機     | FGA       | F-4E          | -    | -    | 130  | 80   | 70   | 70   | 40   | 60   | 34   | 26   | -    | -    | -    | -    |
| 戦闘機     | FGA       | F-1           | -    | -    | 44   | 70   | 40   | 20   | -    | -    | -    | -    | -    | -    | -    | -    |
| 戦闘機     | FGA       | F-2A          | -    | -    | -    | -    | -    | 40   | 50   | 92   | 64   | 64   | 64   | 64   | 64   | 64   |
| 戦闘機     | FGA       | F-2B          | -    | -    | -    | -    | -    | 20   | 20   | 92   | 27   | 27   | 27   | 27   | 27   | 27   |
| 戦闘機     | FGA       | F-35A         | -    | -    | -    | -    | -    | -    | -    | -    | 12   | 17   | 25   | 31   | 37   | 39   |
| 偵察機     | ISR       | 計            | -    | -    | 14   | 10   | 20   | 20   | 20   | 13   | 10   | -    | -    | -    | -    | -    |
| 偵察機     | ISR       | RF-86F        | -    | ○    | -    | -    | -    | -    | -    | -    | -    | -    | -    | -    | -    | -    |
| 偵察機     | ISR       | RF-4E         | -    | -    | 14   | 10   | 20   | 20   | 10   | 13   | 10   | -    | -    | -    | -    | -    |
| 電子戦機   | EW/SIGINT | 計            | -    | -    | 3    | 5    | 11   | 11   | 11   | 7    | 7    | 8    | 7    | 7    | 7    | 7    |
| 電子戦機   | EW/SIGINT | Kawasaki EC-1 | -    | -    | -    | 1    | 1    | 1    | 1    | 1    | 1    | 1    | 1    | 1    | 1    | 1    |
| 電子戦機   | EW/SIGINT | RC-2          | -    | -    | -    | -    | -    | -    | -    | -    | -    | 1    | 1    | 1    | 1    | 1    |
| 電子戦機   | EW/SIGINT | YS-11EA       | -    | -    | 3    | 4    | 10   | 10   | 10   | 2    | 2    | 2    | 2    | 2    | 2    | 2    |
| 電子戦機   | EW/SIGINT | YS-11EB       | -    | -    | 3    | 4    | 10   | 10   | 10   | 4    | 4    | 4    | 3    | 3    | 3    | 3    |
| 早期警戒機 | AEW&C     | 計            | -    | -    | -    | 10   | 14   | 10   | 14   | 17   | 18   | 21   | 18   | 20   | 17   | 22   |
| 早期警戒機 | AEW&C     | E-2C          | -    | -    | -    | 10   | 10   | 10   | 10   | 13   | 13   | 13   | 10   | 10   | 10   | 10   |
| 早期警戒機 | AEW&C     | E-2D          | -    | -    | -    | -    | -    | -    | -    | -    | 1    | 4    | 4    | 6    | 3    | 8    |
| 早期警戒機 | AEW&C     | E-767         | -    | -    | -    | -    | 4    | -    | 4    | 4    | 4    | 4    | 4    | 4    | 4    | 4    |
| 救難機     | SAR       | 計            | -    | -    | 27   | 30   | 24   | 20   | 20   | 26   | 26   | 26   | 26   | 26   | 26   | 26   |
| 救難機     | SAR       | MU-2          | -    | -    | 27   | 30   | 11   | -    | -    | -    | -    | -    | -    | -    | -    | -    |
| 救難機     | SAR       | U-125A        | -    | -    | -    | -    | 13   | 20   | 20   | 26   | 26   | 26   | 26   | 26   | 26   | 26   |
| 空中給油機 | TKR       | 計            | -    | -    | -    | -    | -    | -    | 4    | 4    | 6    | 6    | 7    | 8    | 9    | 11   |
| 空中給油機 | TKR       | KC-46A        | -    | -    | -    | -    | -    | -    | -    | -    | -    | -    | 1    | 2    | 2    | 4    |
| 空中給油機 | TKR       | KC-130H       | -    | -    | -    | -    | -    | -    | -    | -    | 2    | 2    | 2    | 2    | 3    | 3    |
| 空中給油機 | TKR       | KC-767J       | -    | -    | -    | -    | -    | -    | 4    | 4    | 4    | 4    | 4    | 4    | 4    | 4    |
| 輸送機     | TPT       | 計            | -    | 50   | 4+   | 30   | 30+  | 30+  | 30   | 64   | 57   | 56   | 54   | 54   | 55   | 53   |
| 輸送機     | TPT       | B-747-400     | -    | -    | -    | -    | ○    | ○    | -    | 2    | -    | -    | -    | -    | -    | -    |
| 輸送機     | TPT       | B-777-300ER   | -    | -    | -    | -    | -    | -    | -    | -    | 2    | 2    | 2    | 2    | 2    | 2    |
| 輸送機     | TPT       | Beech T-400   | -    | -    | -    | -    | -    | -    | -    | 13   | 13   | 13   | 13   | 13   | 13   | 13   |
| 輸送機     | TPT       | C-1           | -    | -    | -    | 10   | 20   | 20   | 20   | 25   | 13   | 11   | 8    | 7    | 6    | 4    |
| 輸送機     | TPT       | C-2           | -    | -    | -    | -    | -    | -    | -    | -    | 10   | 11   | 12   | 14   | 16   | 16   |
| 輸送機     | TPT       | C-130H        | -    | -    | -    | 10   | 10   | 10   | 10   | 15   | 14   | 14   | 14   | 13   | 13   | 13   |
| 輸送機     | TPT       | C-46          | -    | 40   | 4    | -    | -    | -    | -    | -    | -    | -    | -    | -    | -    | -    |
| 輸送機     | TPT       | Gulfstream IV | -    | -    | -    | -    | -    | -    | -    | 5    | 5    | 5    | 5    | 5    | 5    | 5    |
| 輸送機     | TPT       | YS-11         | -    | -    | -    | 10   | ○    | ○    | -    | 4    | -    | -    | -    | -    | -    | -    |
| 練習機     | TRG       | 計            | -    | 350  | 359  | 190  | 276+ | 230+ | 230+ | 245  | 247  | 248  | 246  | 246  | 246  | 246  |
| 練習機     | TRG       | T-1           | -    | ○    | 57   | 40   | 22   | ○    | -    | -    | -    | -    | -    | -    | -    | -    |
| 練習機     | TRG       | T-2           | -    | -    | 54   | 50   | 41   | -    | -    | -    | -    | -    | -    | -    | -    | -    |
| 練習機     | TRG       | T-3           | -    | -    | 30   | 40   | 43   | 40   | -    | -    | -    | -    | -    | -    | -    | -    |
| 練習機     | TRG       | T-4           | -    | -    | -    | 50   | 150  | 170+ | 170  | 196  | 198  | 199  | 197  | 197  | 197  | 197  |
| 練習機     | TRG       | T-7           | -    | -    | -    | -    | -    | -    | 40   | 49   | 49   | 49   | 49   | 49   | 49   | 49   |
| 練習機     | TRG       | T-33          | -    | ○    | 168  | 10   | 10   | 10   | -    | -    | -    | -    | -    | -    | -    | -    |
| 練習機     | TRG       | T-34          | -    | ○    | 54   | -    | -    | -    | -    | -    | -    | -    | -    | -    | -    | -    |
| 練習機     | TRG       | T-400         | -    | -    | -    | -    | 10   | 10   | 10   | -    | -    | -    | -    | -    | -    | -    |
| 練習機     | TRG       | U-4           | -    | -    | -    | -    | ○    | -    | 10   | -    | -    | -    | -    | -    | -    | -    |
| 連絡機     |           | Queen Air 65  | -    | -    | -    | 11   | -    | -    | -    | -    | -    | -    | -    | -    | -    | -    |

### 無人機
| RQ-4B | - | - | - | - | - | - | - | - | - | - | - | 1 | 3 | 3 |

### 回転翼機
| 機種     | 機種 | 機種   | 1961 | 1970 | 1980 | 1990 | 2000 | 2005 | 2010 | 2015 | 2020 | 2021 | 2022 | 2023 | 2024 | 2025 |
| 救難ヘリ | SAR  | 計     | -    | -    | 7    | -    | 15   | 20   | 40   | 36   | 39   | 39   | 39   | 37   | 37   | 38   |
| -------- | ---- | ------ | ---- | ---- | ---- | ---- | ---- | ---- | ---- | ---- | ---- | ---- | ---- | ---- | ---- | ---- |
| 救難ヘリ | SAR  | H-19   | -    | ○    | -    | -    | -    | -    | -    | -    | -    | -    | -    | -    | -    | -    |
| 救難ヘリ | SAR  | S-62   | -    | ○    | 7    | -    | -    | -    | -    | -    | -    | -    | -    | -    | -    | -    |
| 救難ヘリ | SAR  | UH-60J | -    | -    | -    | -    | 15   | 20   | 40   | 36   | 39   | 39   | 39   | 37   | 37   | 38   |
| 輸送ヘリ | TPT  | 計     | -    | -    | 26   | 30   | 25   | 20   | 12   | 15   | 15   | 15   | 15   | 15   | 15   | 15   |
| 輸送ヘリ | TPT  | CH-47J | -    | -    | -    | 6    | 10   | 10   | 10   | 15   | 15   | 15   | 15   | 15   | 15   | 15   |
| 輸送ヘリ | TPT  | KV-107 | -    | ○    | 26   | 24   | 15   | 10   | 2    | -    | -    | -    | -    | -    | -    | -    |

### 対空火器
| Air Base Defense SAM | -     | -    | - | -   | -   | -    | -    | -   | -   | -   | 26  | ε26 | ε26 | ε26 |   |   |
| FIM-92A              | -     | -    | - | ○   | ○   | ○    | ○    | -   | -   | -   | -   | -   | -   | -   |   |   |
| M902 PAC-2/3         | -     | -    | - | -   | 120 | 120+ | 208+ | 120 | 120 | 120 | 120 | 120 | 120 | 120 |   |   |
| Nike-J               | -     | 72   | ○ | 180 | -   | -    | -    | -   | -   | -   | -   | -   | -   | -   |   |   |
| Type-81              | -     | -    | - | ○   | ○   | ○    | ○    | ○   | ○   | ○   | ○   | ○   | ○   | ○   |   |   |
| Type-91              | -     | -    | - | -   | ○   | ○    | ○    | -   | -   | -   | -   | -   | -   | -   |   |   |
| 対空砲               | TOWED |      |   |     |     |      |      |     |     |     |     |     |     |     |   |   |
| 対空砲               | TOWED | M167 | - | -   | -   | ○    | ○    | ○   | ○   | ○   | ○   | ○   | ○   | ○   | - | - |

### 弾薬類
- AAM
  - AAM-3
  - AAM-4
  - AAM-5
  - AIM-7
  - AIM-120

- AShM
  - ASM-1
  - ASM-2

- BOMBS
  - GBU-38
  - GBU-54

### 特徴
3自衛隊ではそれぞれ独自に飛行場、航空部隊、操縦士の養成課程を有しているが、戦闘機、空中給油機、早期警戒機、飛行点検機は航空自衛隊のみが配備する。逆に、攻撃ヘリコプターと艦載機の専用機体は2023年時点で保有していない。海上自衛隊で全通飛行甲板を備えたいずも型護衛艦で計画されている固定翼機運用では、普段は当該機体を陸上基地から運用する予定で、2021年10月3日に「いずも」への着・発艦試験を行なった2機のF-35Bは在日アメリカ海兵隊所属機であった。 
海上自衛隊は哨戒機、艦載ヘリコプター、救難飛行艇など海上での行動を主目的とした航空機を運用するほか、独自に電子戦機、輸送機も保有している。
陸上自衛隊は攻撃ヘリコプター、観測ヘリコプター、連絡偵察機など陸上での行動を主目的とした航空機を運用するほか、独自に輸送ヘリコプターも保有している。
海上自衛隊から除籍され、標的艦に改造した護衛艦を対艦誘導弾の標的として購入することもあり、書類上は艦船を所有していることもある。

## 編制
- 防衛大臣（防衛省）
  - 統合幕僚長（統合幕僚監部）：自衛隊サイバー防衛隊・自衛隊情報保全隊
    - 航空幕僚長（航空幕僚監部）
      - 航空総隊（司令部：横田基地）
        - 北部航空方面隊（司令部：三沢基地）
        - 中部航空方面隊（司令部：入間基地）
        - 西部航空方面隊（司令部：春日基地）
        - 南西航空方面隊（司令部：那覇基地）
        - 航空総隊直轄部隊

      - 航空支援集団
      - 航空教育集団
      - 航空開発実験集団
      - 航空自衛隊補給本部
      - その他の部隊・機関
        - 航空システム通信隊（市ヶ谷）
        - 航空警務隊（市ヶ谷）
        - 航空中央業務隊（市ヶ谷）
        - 航空中央音楽隊（府中）
        - 航空自衛隊幹部学校（目黒）
        - 宇宙作戦群（府中）
        - その他の防衛大臣直轄部隊

  - 自衛隊入間病院（入間） - 航空幕僚長を通じて防衛大臣の指揮監督を受ける病院（共同機関）

## 職種

### 幹部
- 飛行：戦闘機、輸送機、偵察機など航空機を運用する業務。
- 航空管制 - 飛行場に離着陸する航空機の誘導など。
- 要撃管制：領空の警戒監視などの業務。
- 高射運用：地対空誘導弾ペトリオットの運用。
- 高射整備：地対空誘導弾ペトリオットの整備。
- プログラム（電算機）：コンピューターのプログラム作成及び管理。
- 気象：気象観測に基づく気象解析や航空気象予報の作成など。
- 通信電子 - 通信電子機器などの維持及び運用など。
- 武装：戦闘機などの搭載武器に関する業務など。
- 整備：航空機などの整備。
- 施設：基地施設などの建設取得及び維持管理など。
- 衛生：医療業務などを行う。救難員として救難機に搭乗する者もいる。
- 法務：航空自衛隊に関連する損害賠償訴訟などを取り扱う。
- 総務人事：各部隊の司令部等における総務や人事などの業務。
- 警備：基地の安全管理など。
- 音楽：公式行事などでの演奏。
- 会計：予算、契約行為などに関する業務。
- 補給：航空自衛隊における物品等の管理。
- 輸送：航空自衛隊で必要とする人や物資を輸送する業務を行う。
- 情報：情報収集部隊等に配置され、外国の航空機やミサイルなどの軍事情報の収集・分析。
- 研究開発：航空自衛隊における航空機および地上電子機材等の研究開発。
- 宇宙：宇宙関連の業務。

これらを含めて約30種類の職種がある。

### 准曹士
准曹士の職種はアメリカ空軍の制度に倣い幹部よりもさらに細分化されているが、特に平成8年度以降防衛費削減の影響で職種の統廃合が急速に進められ、各隊員の業務量は過大となりつつある。
実務経験と試験などにより3（初級レベル・初級専門員）、5（中級レベル・専門員）、7（上級レベル・技術員）の特技が付与される。特技付与のうち5（中級レベル）について、航空自衛隊生徒及び一般空曹候補学生は、各術科学校の中級課程修了時に付与される場合と部隊実習と空曹候補者課程を修了し3曹昇任時に付与される場合の2通りがあり職種、ショップによりこれらは異なっていた。一般隊員（一般空曹候補生及び任期制隊員）は、実務訓練 (OJT) を通常10か月した後に特技試験 (APT) が課される。特技拡大（職種替え）を受けた場合以前の職種は順次技術レベルを格下げされていく。

### 女性自衛官の職種
2015年に性別による制限が撤廃され、戦闘機の操縦士を含む全職種に採用される。

## 英語教育
航空交通管制の世界共通語として英語が使用されていることや、アメリカ製の機材を多用していることもあり、隊員に対しては英語教育が重視されており、35歳以下の全隊員に対して、毎年隊内の英語能力試験（空英検）が実施されている。
特に指揮幕僚課程では同検定総合3級以上が受験資格の一つに数えられている。

## 航空自衛隊協力の映画・アニメなど
航空自衛隊は怪獣や地球外生物が敵の場合を除き、フィクション内での「墜落」（撃墜）を認めないため、協力した作品に航空自衛隊所属の航空機が墜落するシーンは殆どない。しかし『よみがえる空 -RESCUE WINGS-』や『BEST GUY』では航空自衛隊のF-15戦闘機が事故により墜落（救難員の活躍が一般に広く知られるきっかけとなった）、『ULTRAMAN』では、ウルトラマンである赤い発光体に衝突しF-15戦闘機が墜落、『ゴジラvsキングギドラ』ではF-15戦闘機がキングギドラとの空中戦で撃墜されるシーンがあり、作品の内容など場合によっては認められたケースもあり、絶対というわけではない。
『亡国のイージス』では、映画化されるにあたり空戦シーンそのものが削除された。一部のアニメやTVゲームでは、ジェット機のエンジン音の録音（エースコンバットシリーズや『戦闘妖精雪風』等）、アクロバットや戦闘時の行動パターンのアンケート（エアロダンシングシリーズ）と言った形で協力している。航空自衛隊が協力しない実写作品は、戦闘機が特撮やコンピュータグラフィクス（CG）で描かれることが多いので、容易に判別できる。また、日本や近隣諸国の模型メーカーによる何らかの記念塗装が施された自衛隊機や在日米軍機の模型化の際に、資料の提供や実機取材の便宜を図った事例も存在する。
また、航空自衛隊も1956年7月以降、月刊誌『飛行と安全』を発行している。創刊号（発行部数300冊）から11号までは航空幕僚監部防衛部防衛課が、12号からは航空幕僚監部監察官が、1982年からは航空安全管理隊が編集を担当している。

### 映画
- 『嵐を突っ切るジェット機』
- 『今日もわれ大空にあり』
- 『ジェットF104脱出せよ』
- 『BEST GUY』
- 『亡国のイージス』
- 『ゴジラvsビオランテ』
- 『ゴジラvsキングギドラ』
- 『ゴジラvsモスラ』
- 『ゴジラvsデストロイア』
- 『ゴジラ2000 ミレニアム』
- 『ゴジラ×メカゴジラ』
- 『ゴジラ×モスラ×メカゴジラ 東京SOS』
- 『シン・ゴジラ』
- 『ガメラ 大怪獣空中決戦』
- 『ガメラ2 レギオン襲来』
- 『ガメラ3 邪神<イリス>覚醒』
- 『ULTRAMAN』
- 『日本沈没』（リメイク版）
- 『ミッドナイトイーグル』
- 『空へ-救いの翼 RESCUE WINGS-』
- 『図書館戦争』シリーズ
- 『TOKYO MER～走る緊急救命室～南海ミッション～』

### ドラマ
- 『空飛ぶ広報室』原作-有川浩「空飛ぶ広報室」（幻冬舎刊) 脚本-野木亜紀子 主演-新垣結衣
- 『リコカツ』脚本-泉澤陽子 主演-北川景子
- 『First Love 初恋』脚本-寒竹ゆり 主演-満島ひかり・佐藤健
- 『PJ～航空救難団～』脚本-髙橋泉 主演-内野聖陽

### 漫画・アニメーション
- 『青空少女隊』
- 『航空自衛隊小松基地救難隊 RESCUE WINGS』
- 『ストラトス・フォー』
- 『戦闘妖精雪風』
- 『BLOOD+』 
エンディングクレジットの「協力」部分に「航空幕僚監部広報室」と記されていたが、展開に従って舞台が国外に移ったためか途中から表示されなくなった。
- 『よみがえる空 -RESCUE WINGS-』
- 『ファントム無頼』
- 『イーグルドライバー』
- 『C-blossom -case729-』
- 『レディイーグル』
- 『GATE　自衛隊　彼の地にて、斯く戦えり』
- 『ひそねとまそたん』
- 『ガーリー・エアフォース』

### コンピュータゲーム
- 『エースコンバットシリーズ』（04以降）
- 『エナジーエアフォースシリーズ/Over-G』
- 『エアロダンシングシリーズ』（Fまで） 
エンディングクレジットの「協力」部分に「航空自衛隊」と記されていたが、『エアロダンシングF 轟つばさの初飛行』から表示されなくなった。
- 『ぼくは航空管制官3』（沖縄ブルーコリドー･新千歳スノーイングデイ･東京ドリームゲートウェイ）

## 画像

### 航空自衛官

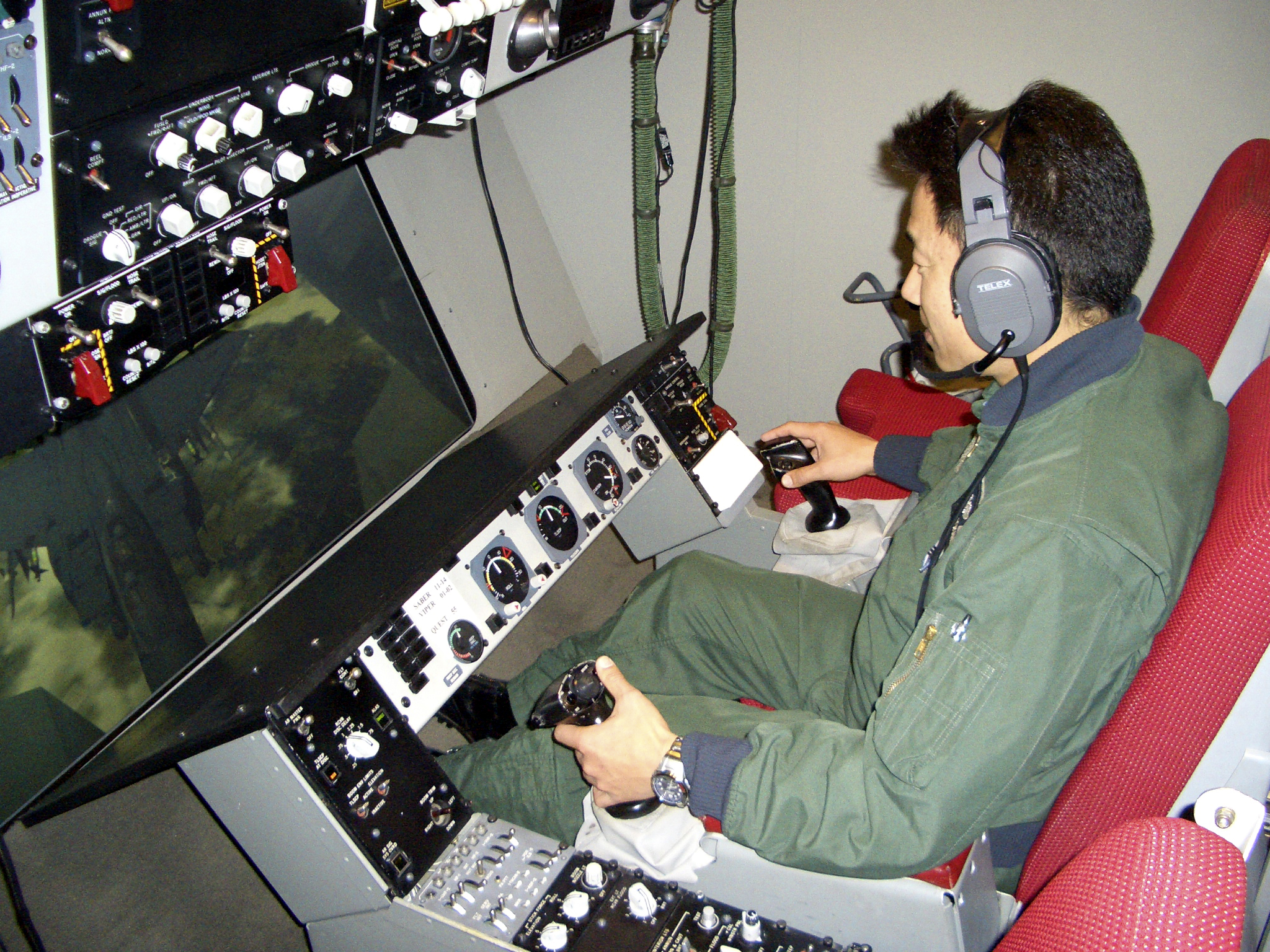
シミュレーターで空中給油ブーム操作を訓練する航空自衛官
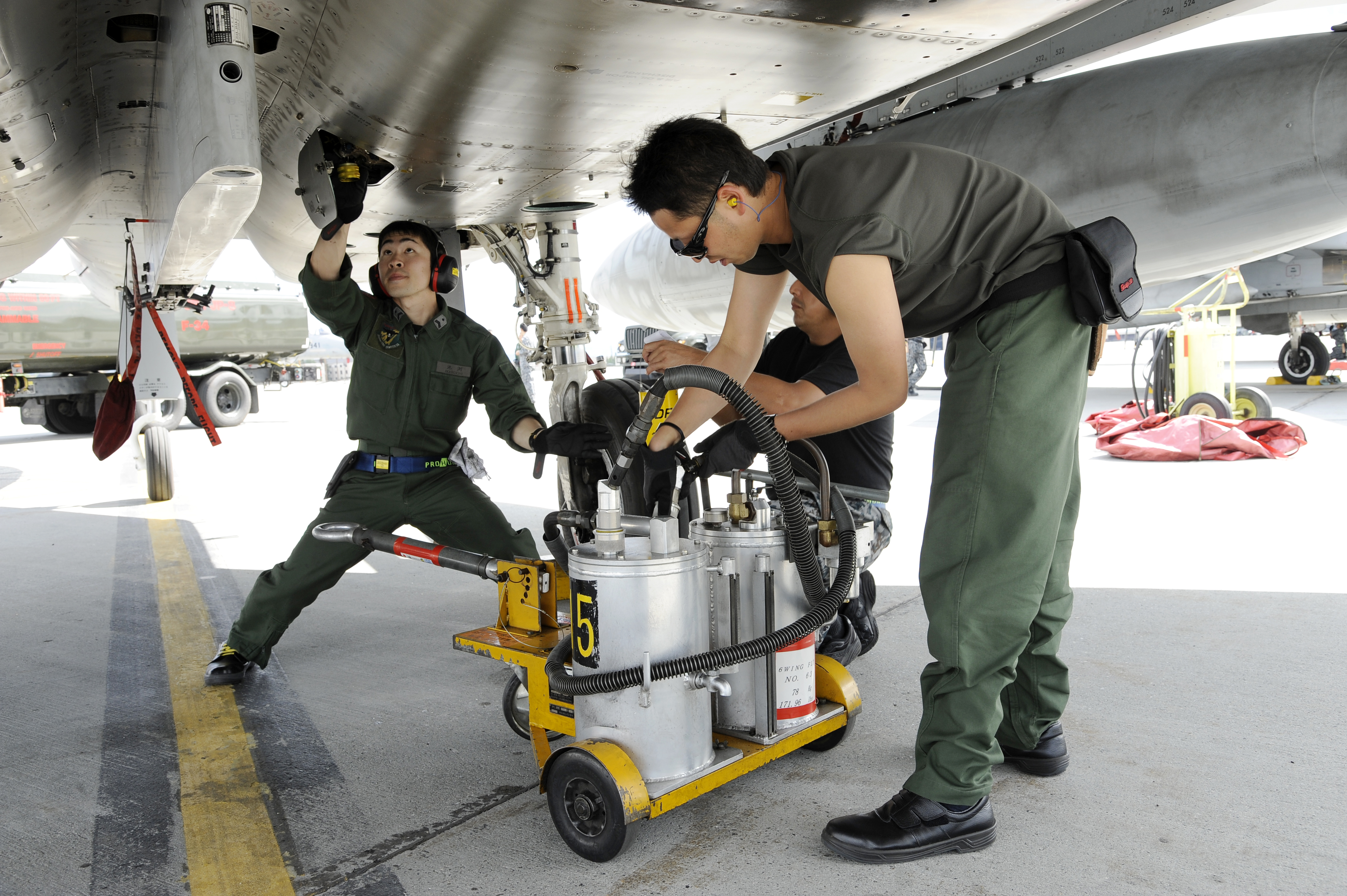
F-15Jの整備を行う航空自衛官
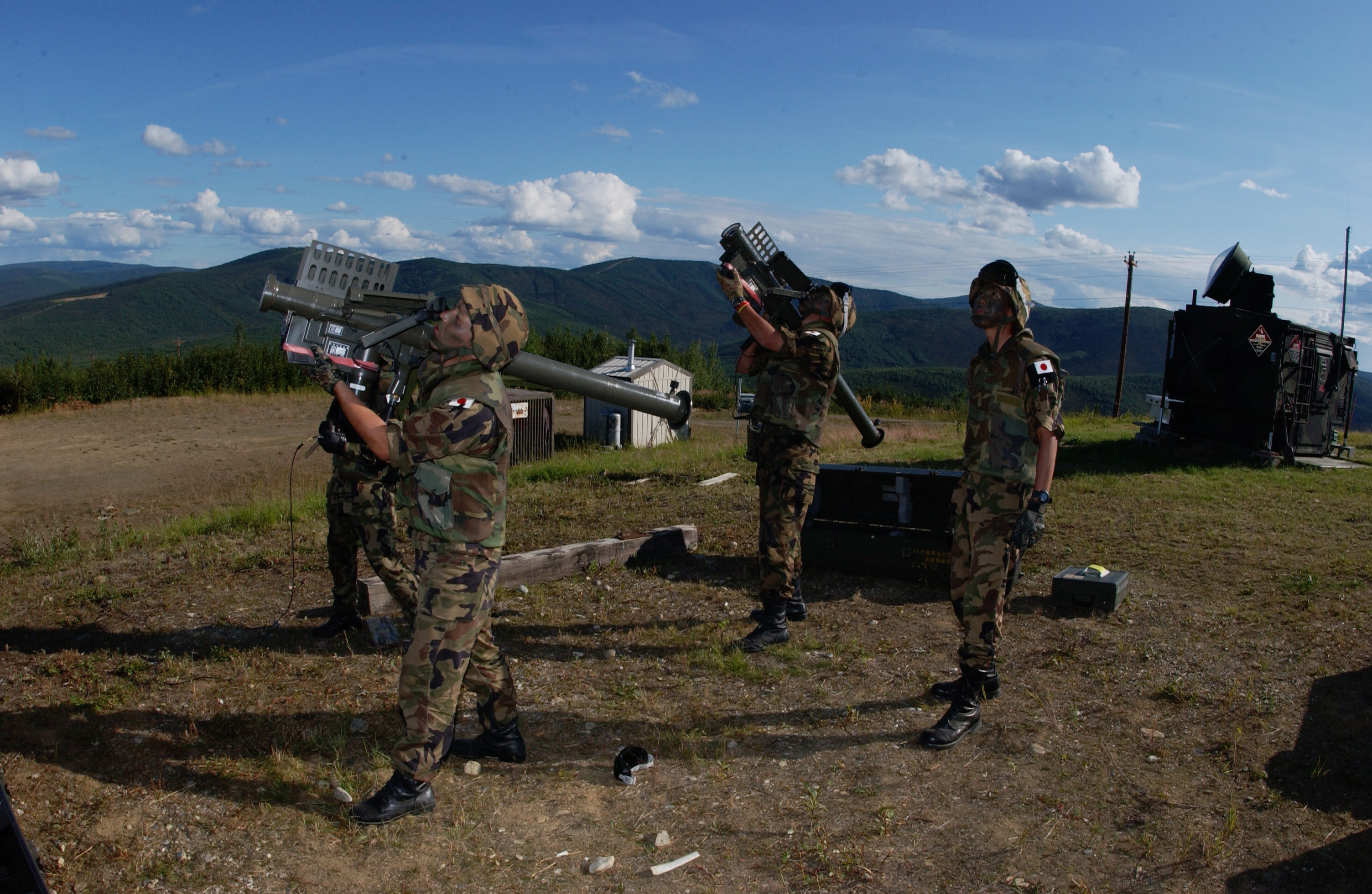
91式携帯地対空誘導弾を担う航空自衛官
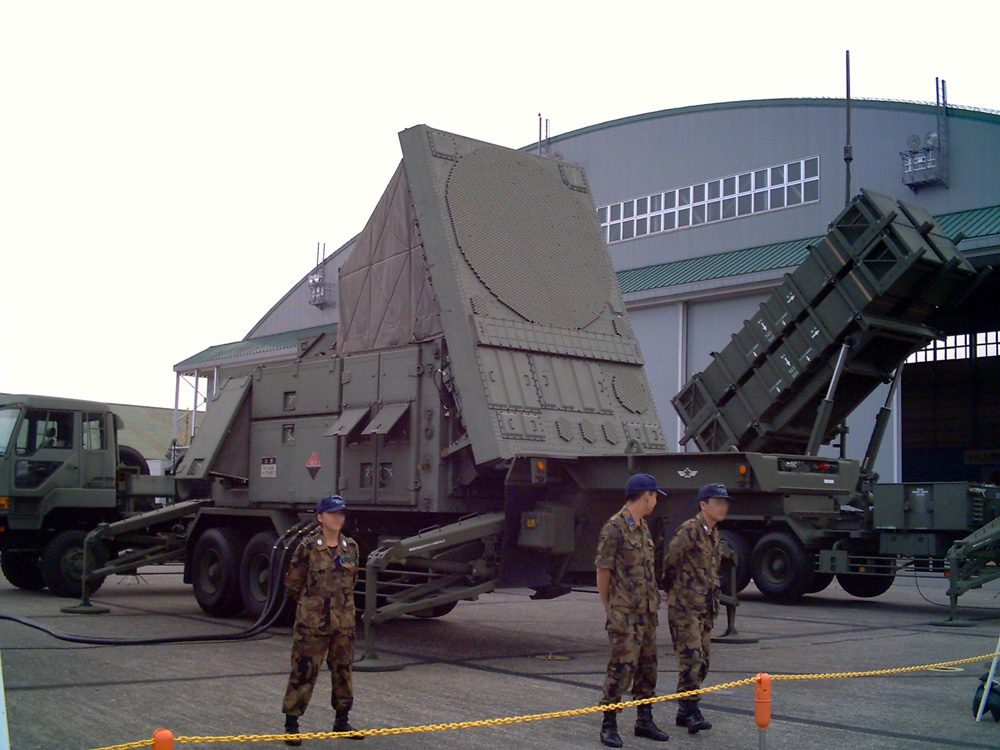
パトリオットを運用する部隊
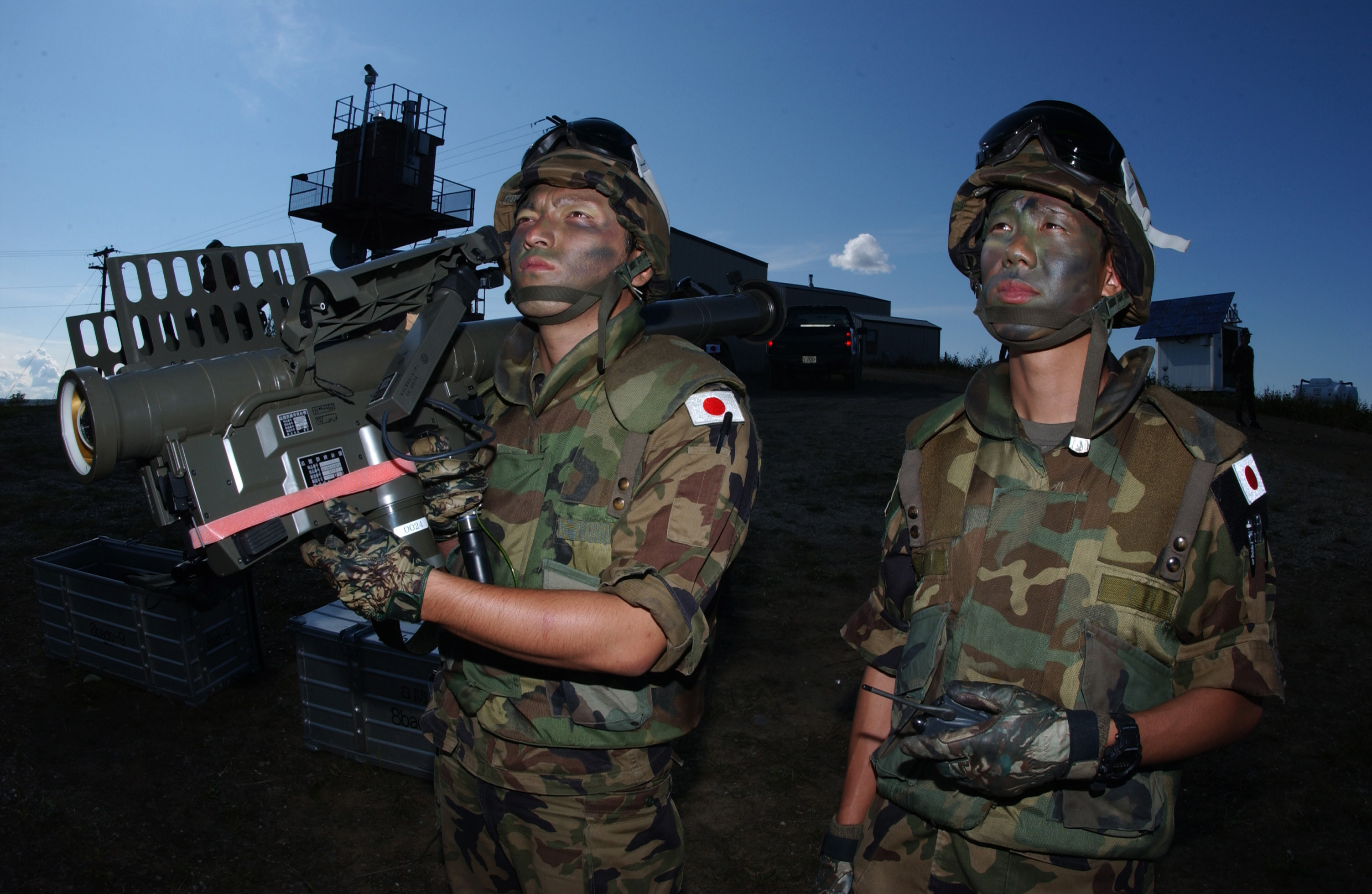
基地防空隊の隊員

### 装備

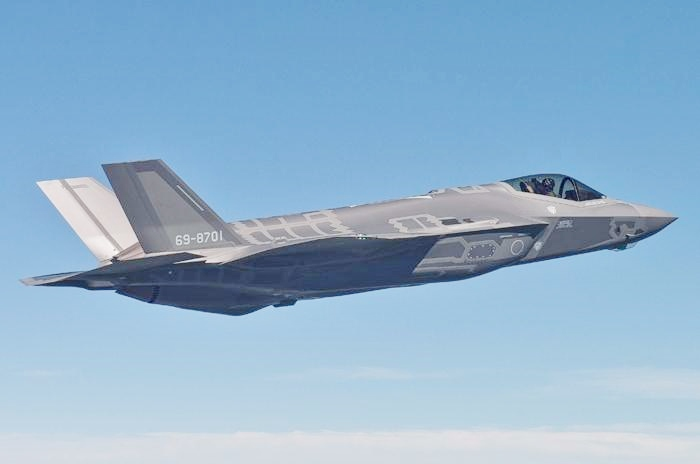
F-35A
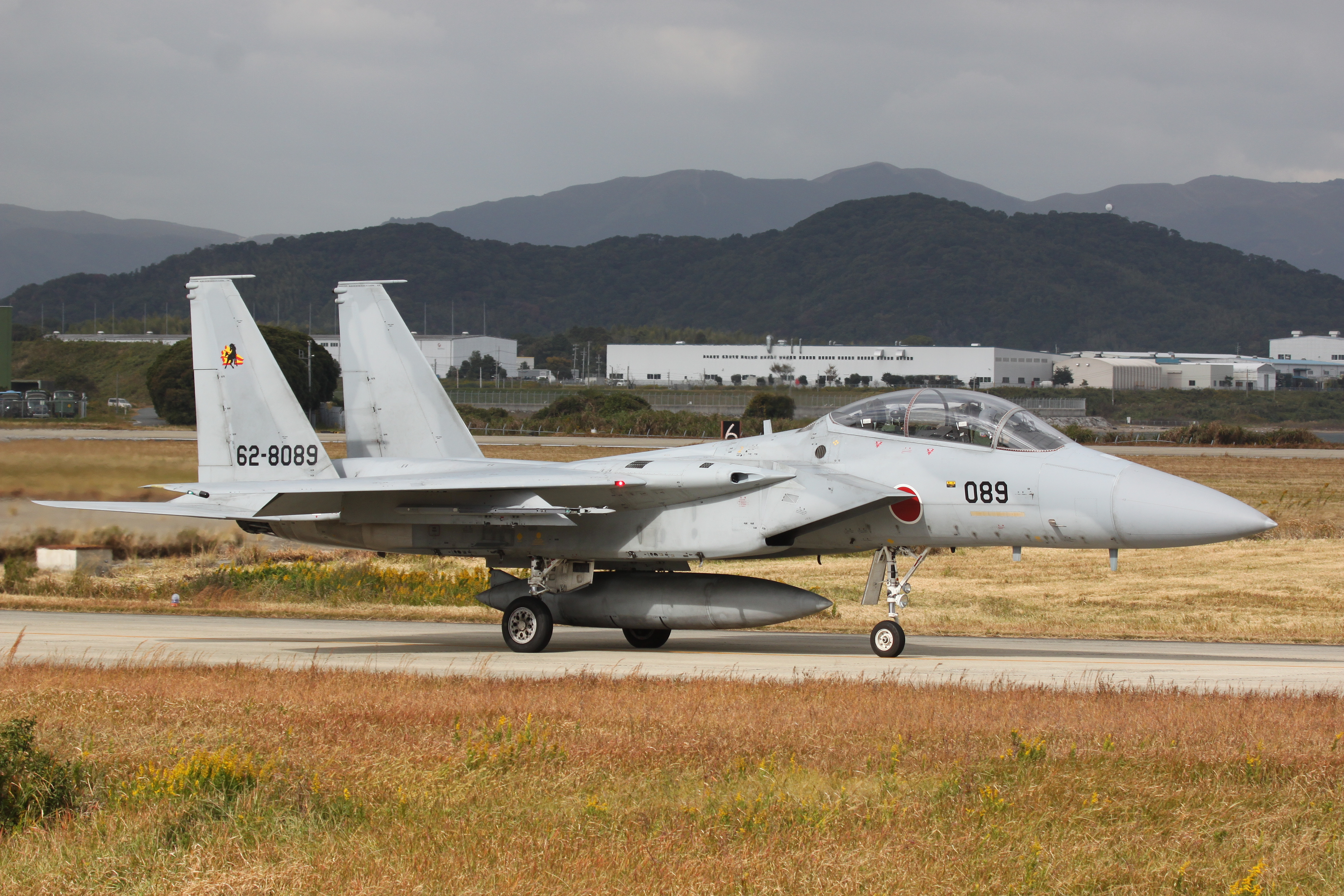
F-15J/DJ戦闘機
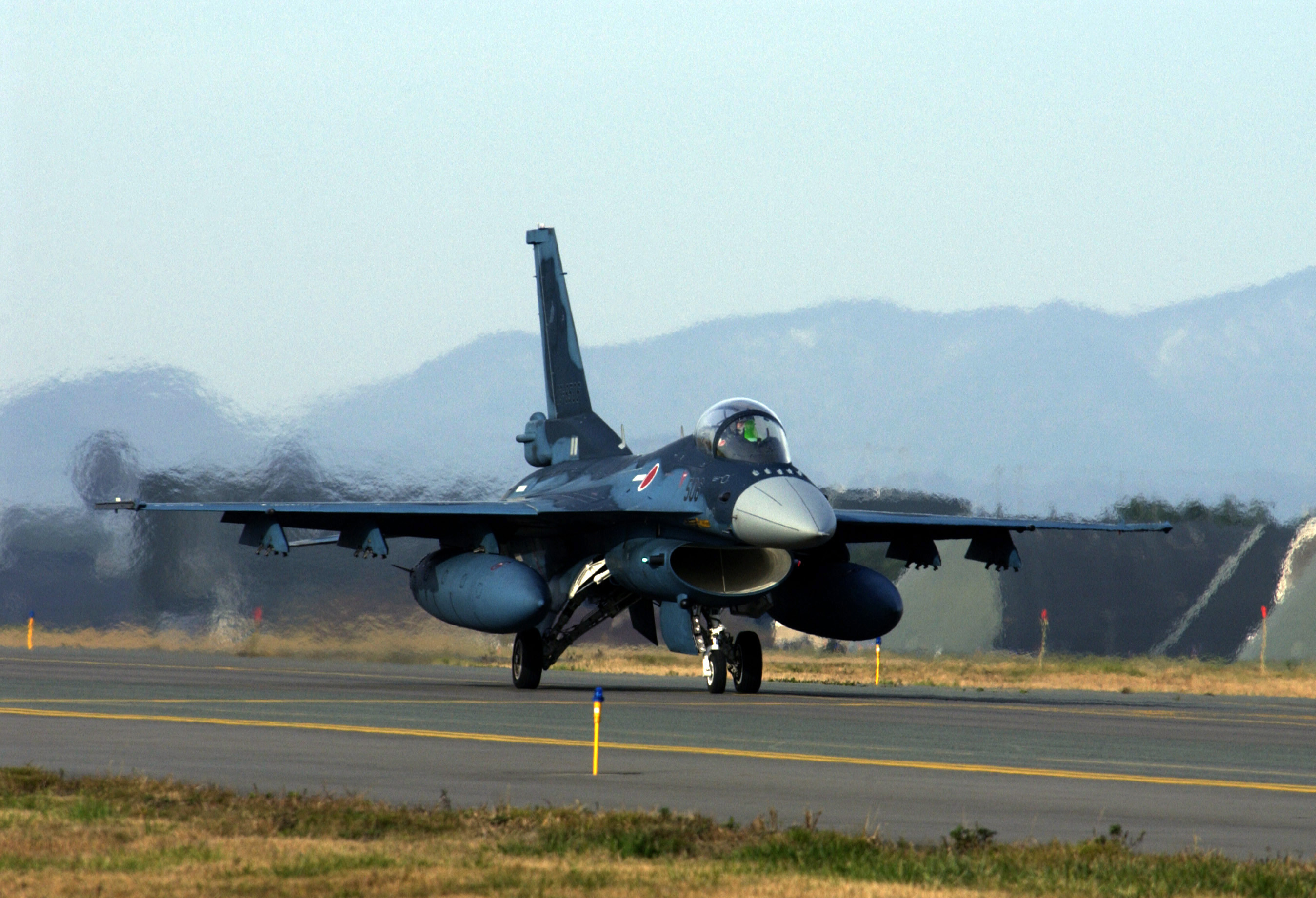
F-2A/B戦闘機
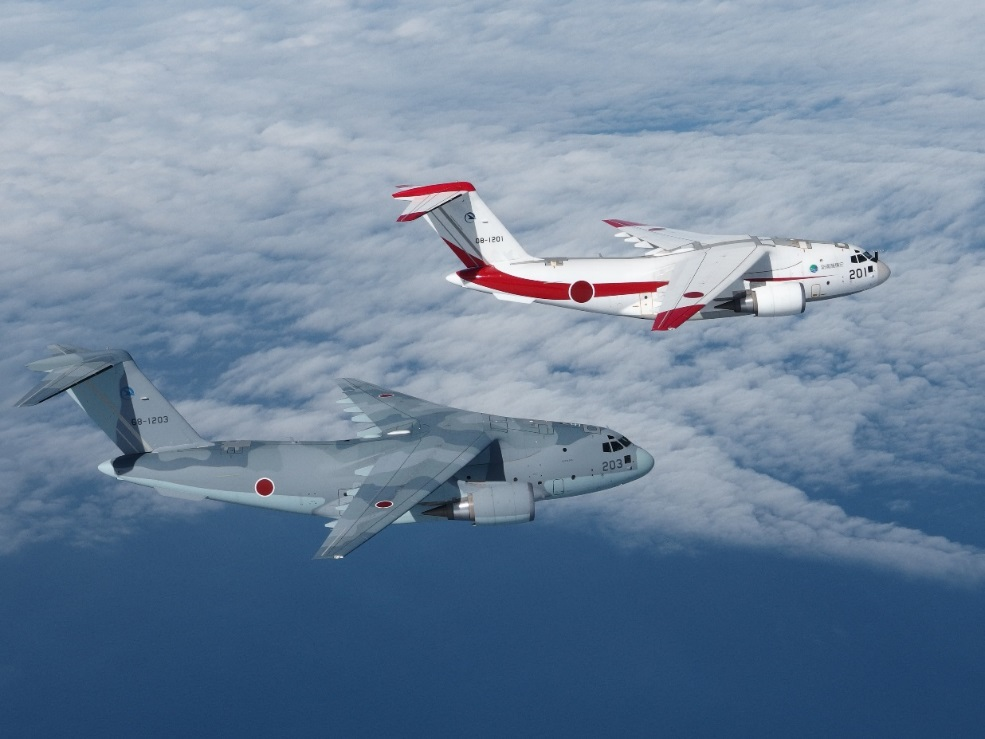
C-2輸送機
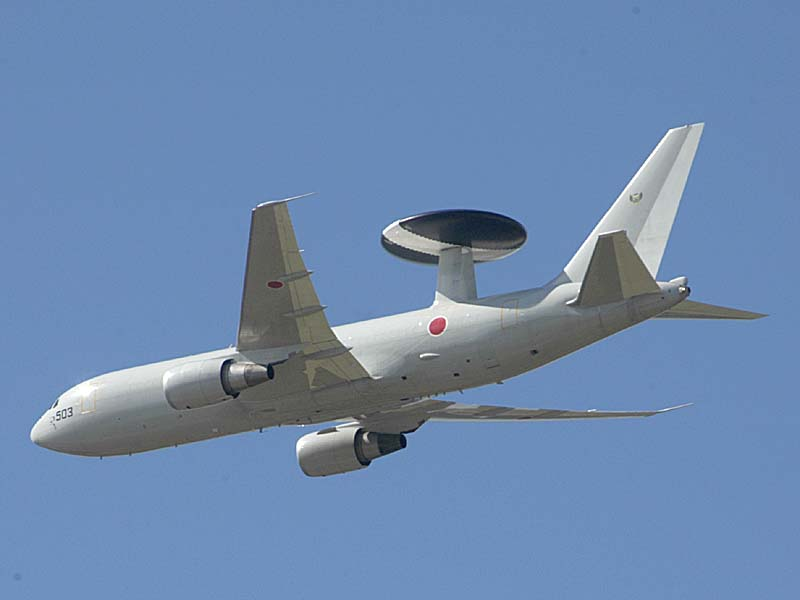
E-767早期警戒管制機
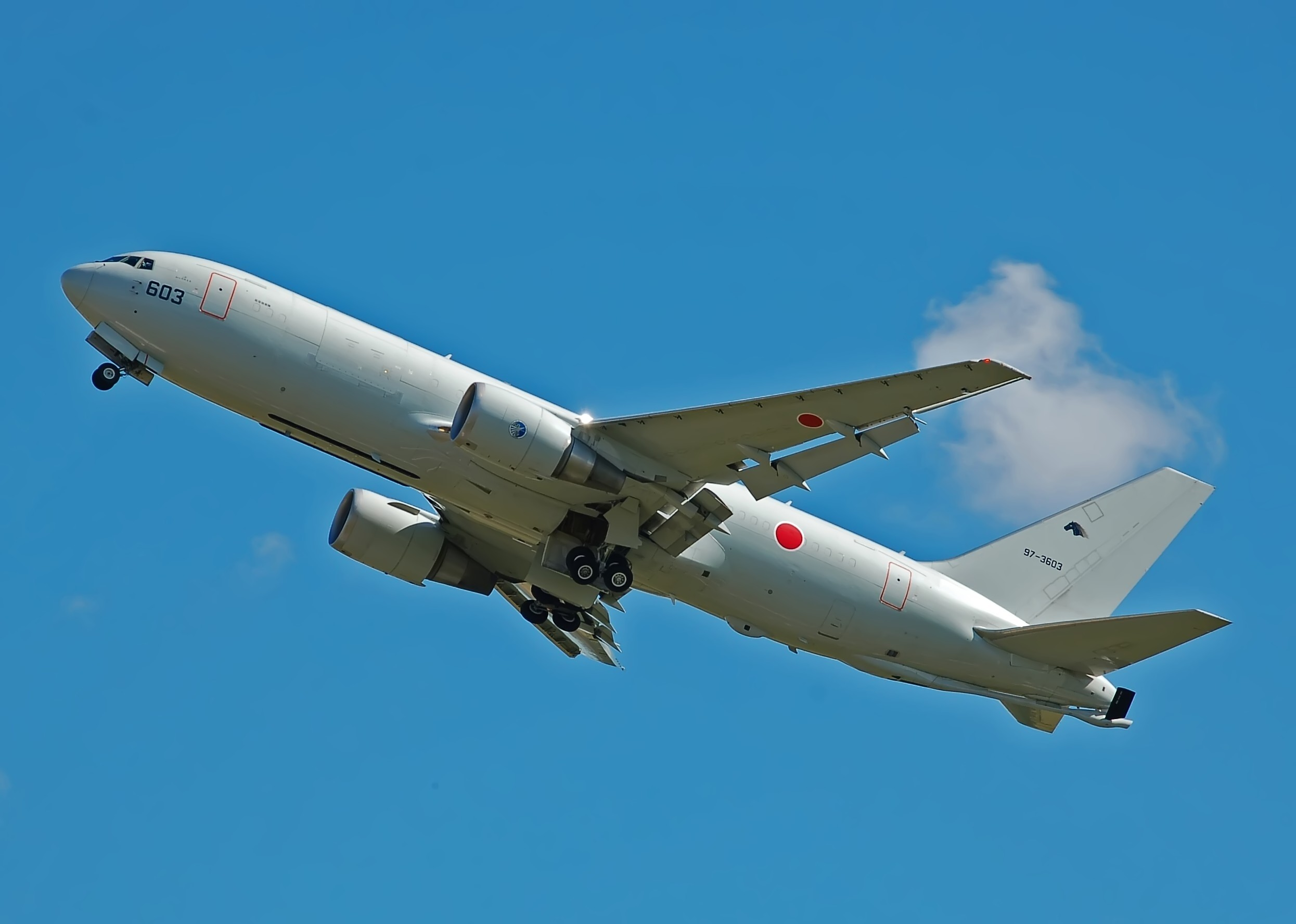
KC-767J空中給油機
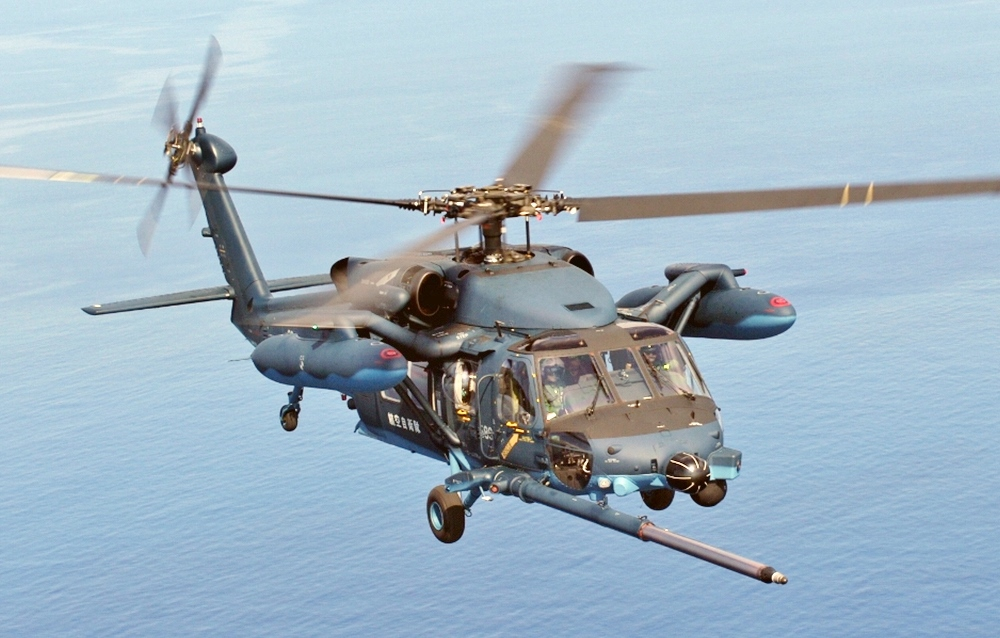
UH-60J救難ヘリコプター
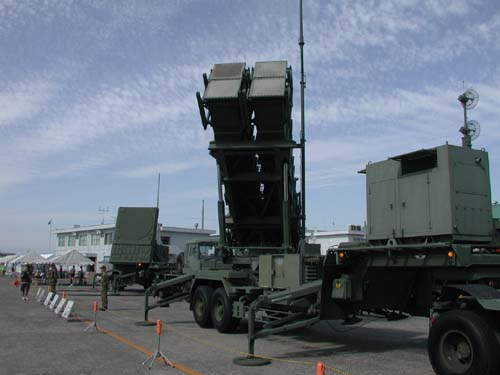
地対空誘導弾ペトリオット (PAC-2/PAC-3)
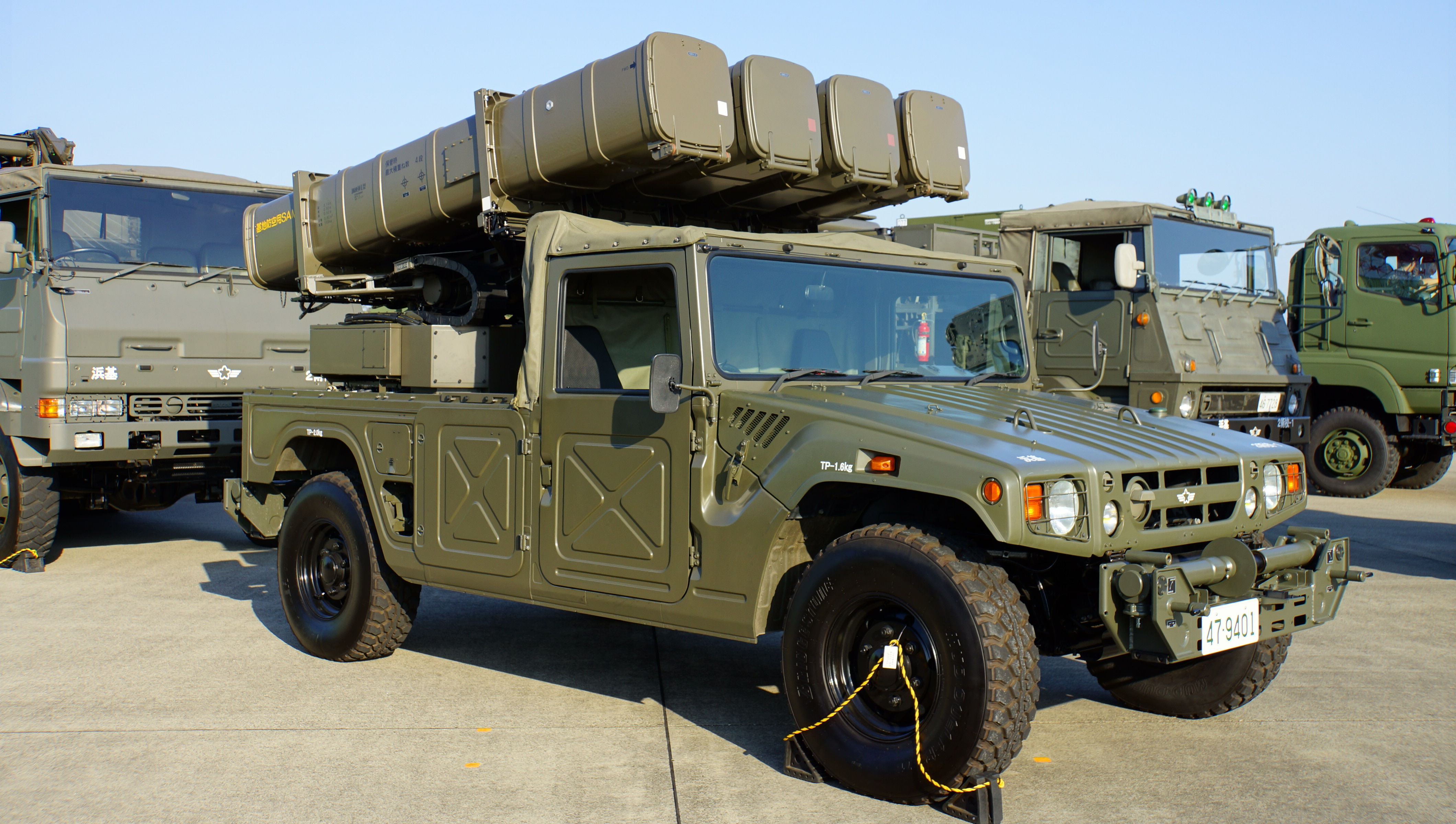
基地防空用地対空誘導弾
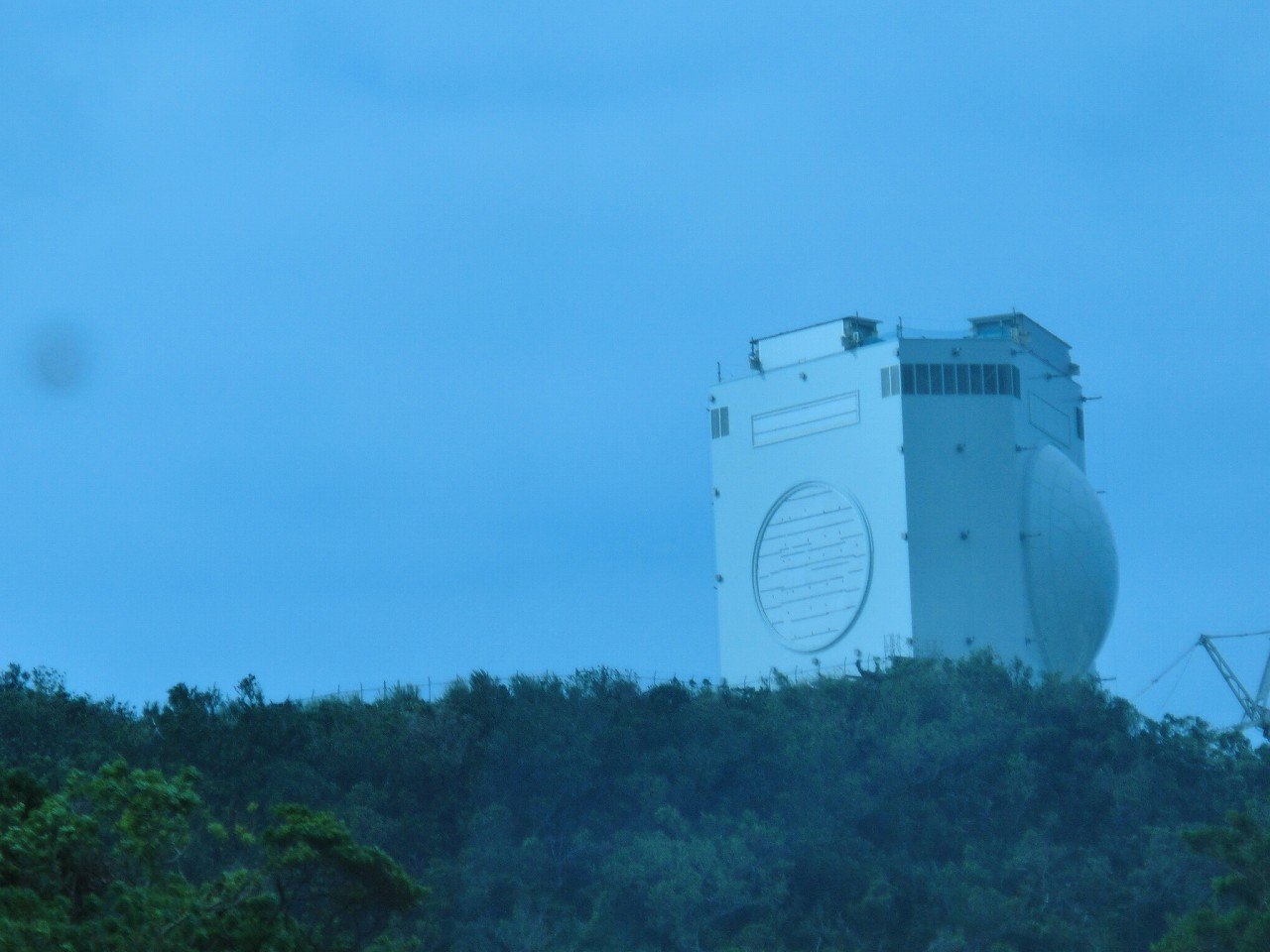
与座岳分屯基地（沖縄本島）のJ/FPS-5レーダー